# 蔣儼
蒋俨（610年—687年），唐朝官员，常州义兴县（今江苏省宜兴市）人。
贞观年间，擢明经第。为右屯卫兵曹参军。唐太宗将征伐辽东高句丽，招募使者，大家都害怕前去，蒋俨对人说：“主上雄略，华夷畏威，高丽小蕃，岂敢图谋使者。即使他们加以凌虐，也是吾死得其所。”奋然请行。对人说：“遂出请行。到达高句丽，莫离支渊盖苏文把他囚禁在窟室中，以兵刃威胁，他却不屈不挠。高句丽战败，蒋俨得归唐朝。唐太宗任命他为朝散大夫。转任幽州司马。因为善政被巡察使刘祥道所推荐，擢升为会州刺史。转任殿中少监，多次陈奏意见，唐高宗经常采纳。再转任蒲州刺史。蒲州户口繁多，前后刺史，多不称职。蒋俨刚刚到任，令行禁止，人称良牧。永淳元年（682年），拜为太仆卿；以其父之名为卿，固辞，改任太子右卫副率。当时隐士田游岩为太子洗马，在东宫没有尽到匡辅职责。蒋俨写信责备。田游岩最终不能回答。蒋俨检校太常卿。文明元年（684年），封义兴县子，历任右卫大将军、太子詹事，以年老致仕。垂拱三年（687年）在家中去世，年七十八岁。有文集五卷。

## 延伸阅读
[在维基数据编辑]
 在维基文库阅读此作者作品
 《舊唐書·卷185上》，出自刘昫《舊唐書》
 《新唐書·卷100》，出自《新唐書》